# Crofton (Kentucky)
Crofton è un comune degli Stati Uniti d'America, situato nello Stato del Kentucky, nella contea di Christian.